# Eilica bonda
Eilica bonda är en spindelart som beskrevs av Müller 1987. Eilica bonda ingår i släktet Eilica och familjen plattbuksspindlar.
Artens utbredningsområde är Colombia. Inga underarter finns listade i Catalogue of Life.